# Macarena Piccinini
Macarena Piccinini (* 11. Juni 1993) ist eine argentinische Handballspielerin, die auch in der Disziplin Beachhandball erfolgreich war. Sie war von 2015 bis 2016 Mitglied der argentinischen Nationalmannschaft.
Piccinini studierte Architektur an der Universidad Nacional de La Plata.

## Hallenhandball
Macarena Piccinini spielt in der obersten Spielklasse Argentiniens für Estudiantes de La Plata aus La Plata in der Metropolregion um Buenos Aires.
Piccinini gehört der Auswahl der Metropolregion an und spielte 2012 bei den Juniorenweltmeisterschaften U-20-Handball-Weltmeisterschaft der Frauen 2012 in Tschechien, wo sie mit der Nachwuchs-Nationalmannschaft Argentiniens den 20. und damit letzten Platz belegte. Bei der Pan-amerikanischen Universiade 2016 in Miramar gewann sie mit ihrer Mannschaft den Titel.

## Beachhandball
Piccinini wurde erstmals 2015 für den Anden-Cup, bei dem Argentinien mit einer A- und einer B-Mannschaft startete und den ersten wie auch dritten Rang belegte, berufen. Für die folgenden Pan-Amerikameisterschaften 2016, bei denen die Argentinierinnen erstmals das Finale dieses Wettbewerbs erreichen konnten, aber im Fanale an Brasilien, der vorherrschenden Beachhandball-Macht auf dem amerikanischen Doppelkontinent und einer der stärksten Mannschaften der Welt, scheiterten, wurde sie kurzfristig nicht berufen. Dennoch konnte zum zweiten Mal die Teilnahme an einer Weltmeisterschaft der Argentinierinnen erreicht werden. Für die WM wurde Piccinini schließlich berufen. In Budapest konnten Argentinien das Turnier weitaus besser als bei der ersten Teilnahme gestalten und belegten am Ende Rang sieben. Es ist blieb ihre einzige Berufung für eine internationale Meisterschaft in die Nationalmannschaft.

## Teilnahmen und Erfolge
| Beach Weltmeisterschaften - 2016: 7. Andencup - 2015: 3. (Team B) ? | Halle U-20-Weltmeisterschaft - 2012: 20. Pan-amerikanische Universiade - 2016: 1. |